# Opsaridium tweddleorum
Opsaridium tweddleorum é uma espécie de peixe actinopterígeo da família Cyprinidae.
Pode ser encontrada nos seguintes países: Malawi e Moçambique.
Os seus habitats naturais são: rios.